# Brand im Vinzenzheim in Egg 2008

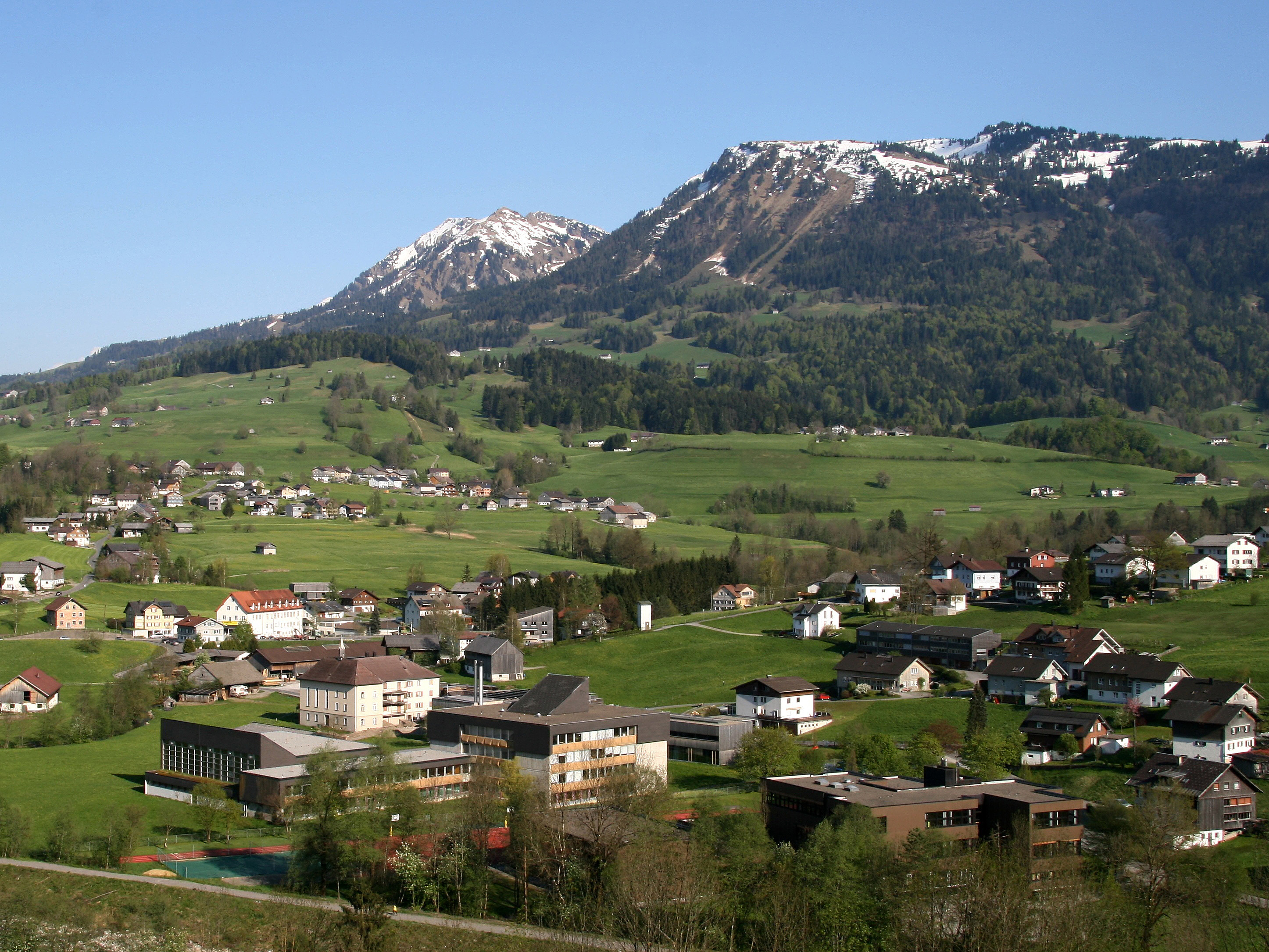
Das Vinzenzheim im Mai 2008 (links der Bildmitte weißes Gebäude mit kleinem Glockenturm)

Der Großbrand des Vinzenzheims in Egg am 8. Februar 2008 war eine der größten Brandkatastrophen in Österreich nach der Brandkatastrophe der Gletscherbahn Kaprun 2 im Jahr 2000 und das größte Brandunglück in Vorarlberg seit 1875. Bei dem Brand im Seniorenwohnheim der Bregenzerwäldergemeinde Egg kamen am Unglückstag elf Menschen durch Rauchgasvergiftungen ums Leben, eine weitere Person verstarb acht Tage danach im Krankenhaus. Als Auslöser für das Feuer wird nach abschließender Brandermittlung leicht entzündliches Material in einem Mülleimer des Seniorenheims angenommen.

## Chronologie
Das Feuer dürfte den Erhebungen der Brandermittlung zufolge zwischen 18.35 und 18.40 Uhr in einer Müllstation im Verbindungsgang zwischen Toiletten und Kapelle ausgebrochen sein. Zu diesem Zeitpunkt befanden sich noch 25 Personen in dem Gebäude, davon 23 Heimbewohner und 2 Betreuer. Um 18.41 Uhr ging der erste Notruf bei der Rettungs- und Feuerwehrleitstelle (RFL) in Feldkirch ein. Bereits sieben Minuten später trafen die ersten Fahrzeuge der Freiwilligen Feuerwehr Egg am Brandort ein. Zu diesem Zeitpunkt wurden sämtliche Feuerwehren der Region Mittelwald (Egg, Egg-Großdorf, Andelsbuch, Schwarzenberg, Müselbach, Alberschwende, Reuthe und Bezau) sowie alle verfügbaren Rettungssanitäter und Notärzte der Region alarmiert. Ab 18.50 Uhr trafen diese im Minutentakt am Unglücksort ein. Um 19.04 Uhr wurde zudem das Körperschutzfahrzeug der Feuerwehr Bregenz-Stadt zur direkten Wiederbefüllung der Atemschutzflaschen angefordert. Etwa 25 Minuten nach der ersten Alarmierung waren bereits 240 Feuerwehrleute mit 24 Fahrzeugen vor Ort. Um 19.28 Uhr wurde, als das Ausmaß des Unglücks absehbar wurde, die Kriseninterventions- und Notfallseelsorge Vorarlberg benachrichtigt. Als der Brand gegen 21.00 Uhr schließlich unter Kontrolle gebracht worden war, wurde klar, dass es sich um eines der schwersten Brandunglücke in der Geschichte Österreichs handelte. Noch am selben Abend trafen Landeshauptmann Herbert Sausgruber, mehrere Landesräte sowie der sich zufällig in Vorarlberg befindende Bundeskanzler Alfred Gusenbauer am Unglücksort ein. Vizekanzler Wilhelm Molterer sprach ebenso wie Bundespräsident Heinz Fischer von Wien aus seine Betroffenheit aus.
Bereits am folgenden Tag, dem 9. Februar, begannen Brandermittler des Landes- und Bundeskriminalamts nach der Brandursache zu suchen. Bei einer um 17.00 Uhr abgehaltenen Pressekonferenz wurde schließlich die Ursache des Brandes sowie die vorläufige Zahl der Toten und Verletzten offiziell bestätigt. Von ursprünglich 25 zum Zeitpunkt des Brandausbruchs im Gebäude befindlichen Personen konnten elf nurmehr tot geborgen werden, sechs Personen wurden schwer verletzt. Die anderen sechs Bewohner des Altersheims sowie die beiden Betreuerinnen blieben zwar unverletzt, mussten aber vom Kriseninterventionsteam betreut werden. Acht Tage nach dem Unglück verstarb eine 92-jährige, verletzt geborgene Frau infolge der erlittenen Rauchgasvergiftung auf der Intensivstation des Krankenhauses in Dornbirn. Die Gesamtzahl der Todesfälle erhöhte sich damit auf zwölf Personen.
Am 13. Februar fand in der Pfarrkirche Egg  eine Trauerfeier statt, bei der offiziell Abschied von den Toten genommen wurde. Rund 1.000 Trauergäste erschienen, um der Messe beizuwohnen, wovon aber nur 700 in der Kirche selbst Platz fanden. Das traditionelle Abbrennen des Funkenfeuers war bereits am Tag nach dem Unglück sowohl in Egg selbst als auch in den Nachbargemeinden Schwarzenberg und Andelsbuch abgesagt worden.

## Auswirkungen und Folgen
Als erste direkte Auswirkung des Brands in Egg wurde von Landeshauptmann Herbert Sausgruber am 11. Februar eine sofortige Sonderüberprüfung der Brandschutzmaßnahmen in allen Altersheimen des Landes angeordnet. Begonnen wurde damit am Donnerstag, dem 14. Februar, in den Altersheimen von Andelsbuch und Bizau. Die Inspektionen wurden von Zweimann-Teams durchgeführt und der abschließende Bericht direkt an den Landeshauptmann übergeben. Im Abschlussbericht wurden bei acht der insgesamt 49 überprüften Heime die Brandschutzmaßnahmen als „nicht ausreichend“ bewertet.
Nach dem Bekanntwerden der ersten Ergebnisse der Brandermittlung, wonach das Feuer durch leicht entzündbares Material, vermutlich Zigarettenasche, ausgelöst wurde, nahm auch die Staatsanwaltschaft Ermittlungen auf wegen fahrlässiger Herbeiführung einer Feuersbrunst mit Todesfolge (§ 170 Abs. 2 StGB). Die Ermittlungen richteten sich zunächst gegen Unbekannt. Am 13. Juni wurde von der Brandermittlung der abschließende Bericht an die Staatsanwaltschaft übergeben. Letztlich wurden die Ermittlungen am 2. September 2008 von der Staatsanwaltschaft Feldkirch ergebnislos eingestellt. Es gab keinerlei Hinweise auf ein strafbares fahrlässiges Verhalten. Auch wer das brandauslösende Material in den Wäschekorb geworfen hat, ließ sich nicht mehr feststellen. Laut Aussage eines Sprechers der Staatsanwaltschaft kam der Brandleger vermutlich selbst bei dem Unglück ums Leben. Die Geschehnisse werden demnach von der Staatsanwaltschaft als „tragisches Unglück, für das niemand strafrechtlich zur Verantwortung gezogen werden kann“ eingestuft.
Allgemeine Zustimmung fand das rasche und nach Ansicht der verantwortlichen Feuerwehrkommandanten professionelle Eingreifen der Einsatzkräfte. Ausdrücklich gelobt wurde auch die Rettungs- und Feuerwehrleitstelle, die eine schnelle Alarmierung ermöglicht hatte. Dass trotz des raschen Eintreffens der Feuerwehr am Einsatzort eine erhebliche Anzahl an Todesopfern zu beklagen war, lag an der starken Rauchentwicklung im Gebäude, die es den Einsatzkräften erschwerte, sich in dem Gebäude vorwärts zu bewegen.

## Bauliche Zustände

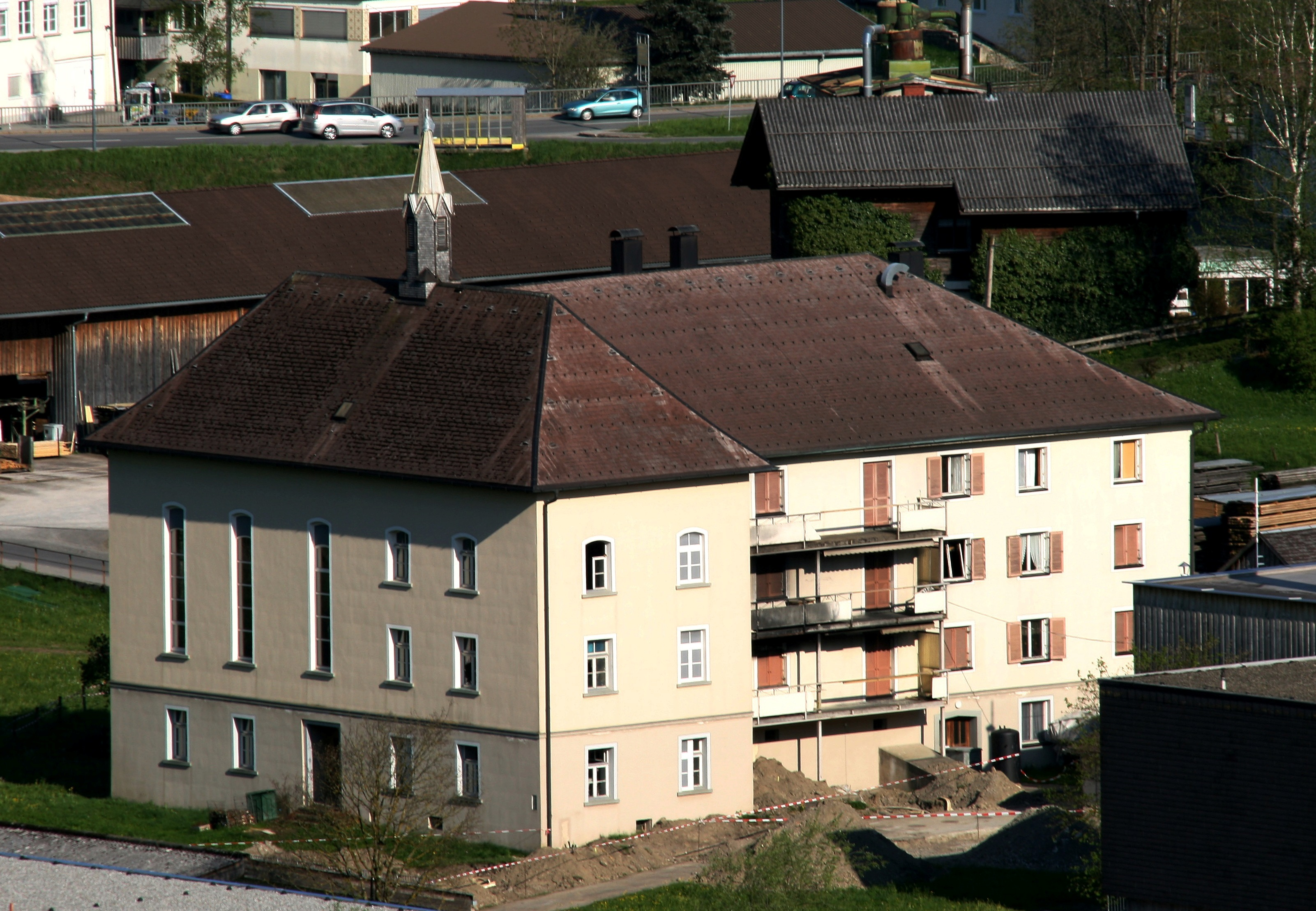
Das Vinzenzheim mit deutlichen Brandspuren am Balkon

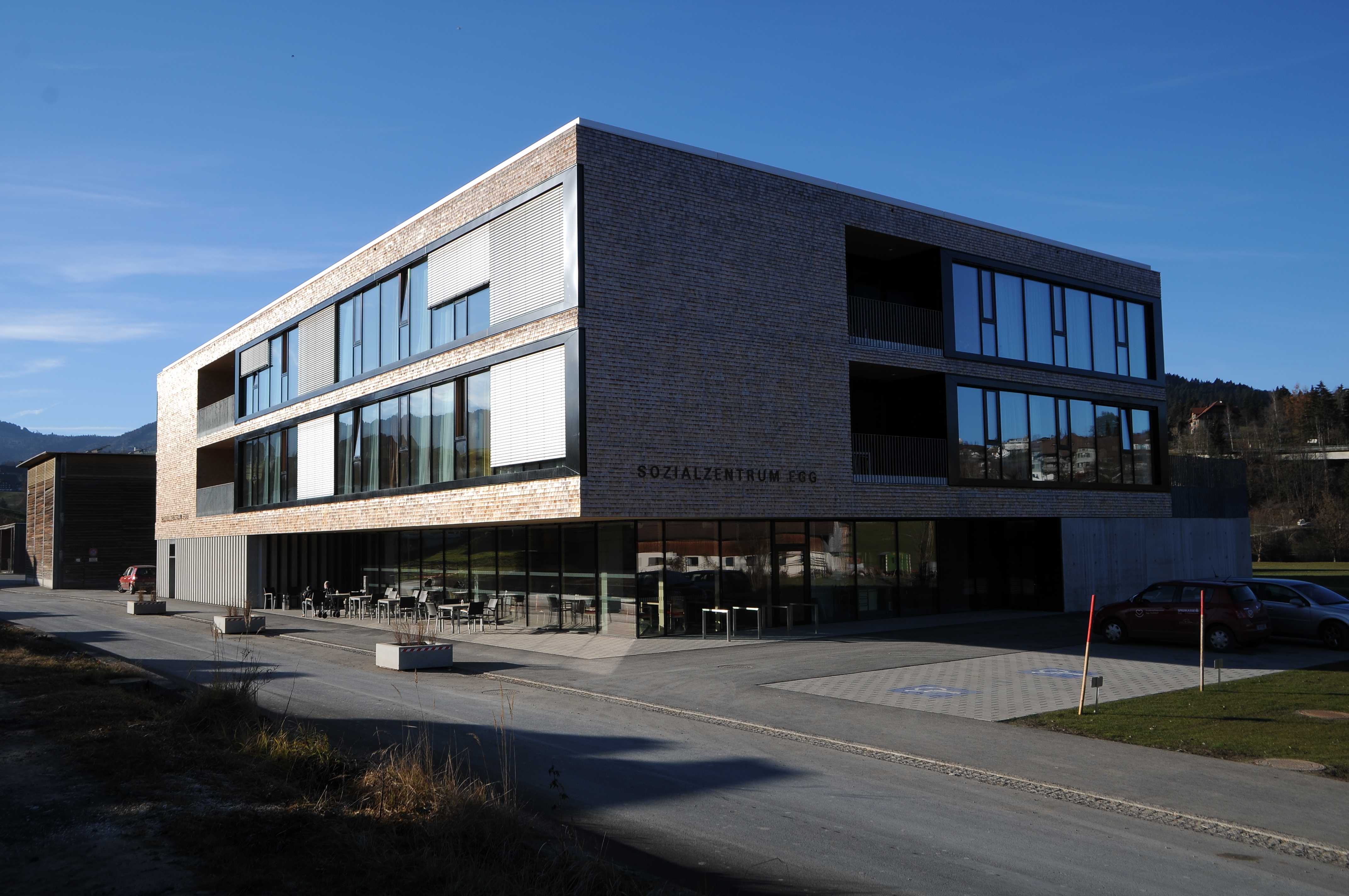
Das 2011 eröffnete Sozialzentrum am Standort des Vinzenzheims

Das Gebäude, in dem das Altersheim von Egg untergebracht ist, gehörte zum alten Ortskern der Gemeinde und war zum Brandzeitpunkt 140 Jahre alt. Die Bezirkshauptmannschaft Bregenz führte vor dem Brand in den Jahren 2003 und 2006 Kontrollen durch, wobei nie gröbere Mängel festgestellt werden konnten. Zudem gab es in den Jahren 2004 und 2007 Feuerwehrübungen in dem Gebäude, wobei auch die Rettung von Personen aus dem Gebäude geübt worden war.
Nach dem Brand wurde von Experten das Fehlen einer flächendeckenden Installation von Brandmeldern nachgewiesen, woraufhin das Land Vorarlberg mit einer Inspektion aller Altersheime im Land auf deren Brandsicherheit antwortete.
Vier Tage nach dem Brand ließ Bürgermeister Norbert Fink verlauten, dass das in Brand geratene Gebäude aufgrund von vollkommener Unbewohnbarkeit abgerissen und durch ein neues Sozialzentrum ersetzt werden sollte. Am 26. Mai wurde schließlich mit dem Abriss der Bausubstanz begonnen, mehr als drei Jahre später, am 23. Oktober 2011, wurde das neue Sozialzentrum Egg eröffnet. Als Erinnerung an das Brandunglück wurde die neue Hauskapelle des Sozialzentrums Vinzenzkapelle getauft und in dieser Glocke und Heiligenstatuen aus der alten Hauskapelle verwendet.